# Brontypena lutea
Brontypena lutea là một loài bướm đêm trong họ Noctuidae.